# Scopula brunneata
Scopula brunneata là một loài bướm đêm trong họ Geometridae.